# Adolf Fritzen
Adolf Fritzen (10 août 1838 à Clèves, Royaume de Prusse - 7 septembre 1919 à Strasbourg) a été le 99e évêque de Strasbourg.

## Biographie
- 24 janvier 1891 : nommé évêque de Strasbourg
- 1er juin 1891 confirmé dans les fonctions d'évêque de Strasbourg
- Sacré évêque le 25 juillet 1891 par François-Louis Fleck, évêque de Metz, assisté de Michael Michael Felix Korum (de), archevêque de Trèves et Hermann Jakob Dingelstad (de), évêque de Münster.
- Le lendemain de l'armistice : présente sa démission au Saint-Siège, qui n'est pas acceptée jusqu'à ce que le traité de Versailles soit signé.
- 31 juillet 1919 : Le pape accepte sa démission et le nomme archevêque titulaire de Mocissus (de) le même jour.
- 7 septembre 1919 : décède à l'âge de 81 ans.

## Succession apostolique
Adolf Fritzen a ordonné les évêques suivants :
- Évêque Aloys Schäfer (de) (1906)